# Money in the Bank 2010
Money in the Bank 2010 è stata la prima edizione dell'omonimo evento in pay-per-view prodotto annualmente dalla WWE. L'evento si è svolto il 18 luglio 2010 allo Sprint Center di Kansas City.
La particolarità dello show è quella di proporre due Money in the Bank Ladder match: uno per il roster di Raw con in palio un contratto per un match per il WWE Championship e uno per il roster di SmackDown con in palio un contratto per un match per il World Heavyweight Championship.

## Storyline
Il 20 giugno, a Fatal 4-Way, Sheamus ha vinto un Fatal 4-Way match che includeva anche Edge, Randy Orton e il campione John Cena, conquistando così il WWE Championship per la seconda volta grazie anche all'intervento del Nexus (stable formata dai sette partecipanti della prima stagione di NXT). Nella puntata di Raw del 21 giugno Cena ha affrontato Sheamus nel rematch per il titolo, ma il Nexus ha ancora una volta interferito, facendo terminare l'incontro in no-contest (e senza quindi il cambio di titolo). Nella puntata di Raw del 28 giugno il General Manager anonimo ha dunque annunciato uno Steel Cage match tra Sheamus e Cena con in palio il WWE Championship per Money in the Bank.
A Fatal 4-Way, Rey Mysterio ha vinto un Fatal 4-Way match che includeva anche CM Punk, Big Show e il campione Jack Swagger, conquistando così il World Heavyweight Championship per la seconda volta. Nella puntata di SmackDown del 25 giugno il General Manager dello show, Theodore Long, ha poi sancito un match tra Mysterio e Swagger con in palio il titolo per Money in the Bank dopo che questi aveva invocato la sua clausola di rivincita.
Nella puntata di Raw del 28 giugno il Guest Host della serata, Rob Zombie, ha annunciato gli otto partecipanti al Money in the Bank Ladder match di Raw: Edge, Randy Orton, lo United States Champion The Miz, R-Truth, Chris Jericho, Evan Bourne, Ted DiBiase e John Morrison si contenderanno un contratto per un futuro match per il WWE Championship. Nella puntata di Raw del 5 luglio The Miz ha brutalmente attaccato R-Truth, infortunandolo (kayfabe), con questi che è stato poi sostituito da Mark Henry per l'incontro di Money in the Bank.
Il 30 giugno, tramite il sito WWE.com, sono stati annunciati i primi sei partecipanti al Money in the Bank Ladder match di SmackDown: Matt Hardy, Kane, Cody Rhodes, Christian, l'Intercontinental Champion Kofi Kingston e Big Show. Nella puntata di SmackDown del 9 luglio Dolph Ziggler (sconfiggendo Montel Vontavious Porter e Chavo Guerrero in un Triple Threat match) e Drew McIntyre (sconfiggendo l'Intercontinental Champion Kofi Kingston) hanno ottenuto gli ultimi due posti disponibili per l'incontro di Money in the Bank.
A Fatal 4-Way, Alicia Fox ha vinto un Fatal 4-Way match che includeva anche Gail Kim, Maryse e la campionessa Eve Torres, conquistando così il Divas Championship per la prima volta. Un match tra Alicia e Eve con in palio il titolo è stato poi sancito per Money in the Bank.
Nella puntata di SmackDown del 18 giugno Kelly Kelly ha sconfitto la Women's Champion Layla in un incontro non titolato per poi, nella puntata di SmackDown del 2 luglio, battere anche Michelle McCool (alleata di Layla). Un match tra Layla e Kelly con in palio il Women's Championship è stato quindi annunciato per Money in the Bank.
A Fatal 4-Way, gli Unified WWE Tag Team Champions, la Hart Dynasty (Tyson Kidd e David Hart Smith), e Natalya hanno sconfitto gli Usos (Jey Uso e Jimmy Uso) e Tamina in un Mixed Tag Team match non titolato. Successivamente, dopo continui scontri tra le due coppie, è stato sancito un match tra la Hart Dynasty e gli Usos con in palio lo Unified WWE Tag Team Championship per Money in the Bank.

## Risultati
| #    | Incontri | Stipulazioni                                                                              | Durata |
| ---- | --- | ----------------------------------------------------------------------------------------- | ------ |
| Dark | Santino Marella ha sconfitto William Regal                                                                      | Single match                                                                              | 04:36  |
| 1    | Kane ha sconfitto Big Show, Christian, Cody Rhodes, Dolph Ziggler, Drew McIntyre, Kofi Kingston e Matt Hardy    | World Heavyweight Championship Money in the bank ladder match                             | 26:18  |
| 2    | Alicia Fox (c) ha sconfitto Eve Torres                                                                          | Single match per il WWE Divas Championship                                                | 05:52  |
| 3    | David Hart Smith e Tyson Kidd (c) (con Natalya) hanno sconfitto The Usos                                        | Tag team match per lo Unified WWE Tag Team Championship                                   | 05:53  |
| 4    | Rey Mysterio (c) ha sconfitto Jack Swagger                                                                      | Single match per il World Heavyweight Championship                                        | 10:43  |
| 5    | Kane ha sconfitto Rey Mysterio (c)                                                                              | Single match per il World Heavyweight Championship Kane ha incassato il Money in the Bank | 00:54  |
| 6    | Layla (c) (con Michelle McCool) ha sconfitto Kelly Kelly (con Tiffany)                                          | Single match per il WWE Women's Championship                                              | 03:56  |
| 7    | The Miz ha sconfitto Chris Jericho, Edge, Evan Bourne, John Morrison, Mark Henry, Randy Orton e Ted DiBiase Jr. | WWE Championship Money in the bank ladder match                                           | 20:26  |
| 8    | Sheamus (c) ha sconfitto John Cena                                                                              | Steel Cage match per il WWE Championship                                                  | 23:19  |